# Gallicola
Gallicola è un genere di batterio appartenente alla famiglia delle Peptostreptococcaceae.